# Alopecia androgénica

Cráneo humano, donde pueden distinguirse las regiones frontal, temporal, parietal y occipital. Las regiones frontal y parietal están especialmente predispuestas a la alopecia androgénica de patrón masculino.

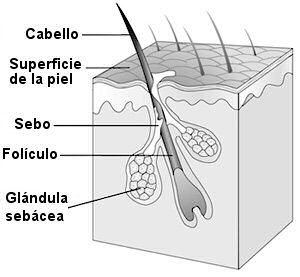
Estructura del cabello

La alopecia androgénica o alopecia androgenética (AGA), también llamada calvicie común, es el tipo de calvicie o alopecia más habitual entre la población masculina, aunque también se produce en la mujer. No es una afección exclusivamente humana, pues afecta a chimpancés, orangutanes, macacos y otras especies de primates.

## Etiología
Se debe a un aumento de la acción de las hormonas masculinas o andrógenos sobre ciertas áreas del cuero cabelludo predispuestas genéticamente a la afección. Provoca disminución progresiva en la actividad del folículo piloso que va decreciendo de tamaño hasta que se produce la atrofia total del bulbo piloso con la consiguiente pérdida del pelo.

## Cuadro clínico
Existen dos patrones de pérdida de cabello en la alopecia androgénica, el masculino y el femenino.
- Patrón masculino. El cabello se pierde de forma selectiva de alguna zonas, sobre todo en la región frontal y parietal, en general los pelos normales se encuentran en una posición más posterior y se van perdiendo los de implantación anterior. Es lo que se conoce habitualmente como entradas. También se afecta de forma preferente la región del vértex o coronilla.

- Patrón femenino. La pérdida de cabello es difusa y no suele perderse todo el pelo de la región frontal, como en el caso del varón. Se afecta principalmente la zona parietal temporal y occipital. Este tipo de pérdida dificulta la realización de un autotrasplante de pelo.

## Diagnóstico
El diagnóstico se basa generalmente en la observación cuidadosa del paciente, el interrogatorio y la historia clínica. Es necesario comprobar la no existencia de otros tipos de alopecia, entre ellas la alopecia areata, efluvio telógeno, tricotilomania, alopecias cicatrizales, secundarias al empleo de algunos fármacos. No debe confundirse la alopecia androgénica con otras pérdidas de cabello de origen genético que son mucho más infrecuentes y se incluyen dentro del grupo de enfermedades llamadas displasias pilosas con fragilidad capilar, como el monilethrix, pili multigemini, pili bifurcati, pili torti y síndrome del cabello anágeno suelto.

### Genética
Parece que los genes influyen en la caída del cabello, en un estudio de 2010 realizado en seis ciudades chinas encontró que menos del 3% de los hombres de entre 18 y 29 años, y poco más del 13% de los de 30 años, experimentaban calvicie de patrón masculino. Investigaciones anteriores realizadas en Corea del Sur sugirieron que sólo el 14,1% de toda la población masculina estaba afectada, mientras que se descubrió que los hombres japoneses desarrollaban calvicie de patrón masculino aproximadamente una década más tarde que sus homólogos europeos.

## Tratamiento
Existen multitud de tratamientos populares y publicitarios. También crecepelos realizados con las sustancias más inverosímiles. La mayor parte de ellos carecen de cualquier tipo de evidencia científica que avalen su utilidad. Los tratamientos disponibles que han pasado una evaluación clínica rigurosa se reducen únicamente a 3 y siempre deben emplearse bajo la supervisión de un médico, pues no están exentos de efectos secundarios.
- Minoxidil aplicado por vía tópica, es decir administrado en forma de solución al 2% o 5% directamente sobre el cuero cabelludo.

- Finasterida administrado por vía oral en forma de comprimidos. La dutasterida, un derivado de la finasterida, se ha empleado en ensayos clínicos para probar su eficacia en la alopecia androgénica, pero no tiene aprobada la indicación oficial para utilizarse con esta finalidad.[5]

- Trasplante de cabello. El tratamiento más solicitado por su gran eficacia es el FUE, esta técnica consiste en la extracción directa de unidades foliculares del área donante utilizando pequeños sacabocados, usualmente de 0.7 a 0.9 mm. No produce cicatrices en el sitio de extracción y produce menos dolor posoperatorio, por lo que es la técnica más aceptada en la actualidad, tanto por los médicos así como por los pacientes.